# Sân vận động Gwangju Mudeung
Sân vận động Gwangju Mudeung là một khu liên hợp thể thao ở Gwangju, Hàn Quốc. Sân vận động chính hiện được sử dụng chủ yếu cho các trận đấu bóng đá. Sân có sức chứa 30.000 người và được khánh thành vào năm 1966. Tại Thế vận hội Mùa hè 1988, sân đã tổ chức một số trận đấu môn bóng đá. Khu liên hợp này cũng bao gồm Sân vận động bóng chày Gwangju Mudeung và nhà thi đấu.